# 角一晃
角 一晃（すみ いっこう、1987年10月20日 - ）は、東京都出身の元プロ野球選手（捕手）。右投右打。実父は元プロ野球選手の角盈男。弟も元プロ野球選手の角晃多。

## 経歴
小学校1年生の時「藤ケ丘ファイヤーズ」で野球を始める。東海大学付属相模中学校では緑シニアに所属し、3年で全日本選抜に選ばれる。
東海大相模高に進学すると、内野手としてレギュラーに定着。原辰徳以来となる1年生4番も務め、3年春には主将としてセンバツに出場した。高校通算30本塁打。
その後白鷗大学に進学するも中退し、2007年に単身でドミニカ共和国に渡り、サマーリーグに参加。そこでロサンゼルス・エンゼルス・オブ・アナハイムのスカウトの目にとまり入団が決まった。父である角盈男は、入団に際して「末端からいつかはメジャーにはい上がって、いずれ巨人に縁があれば」と語っている。MLB昇格は果たせなかったが、2009年には3Aまで昇格した。
2011年6月22日、四国アイランドリーグplusの香川オリーブガイナーズに入団が内定し、7月1日に正式に契約した。登録名は「一晃」。20試合に出場するも、打率.176、1本塁打と不振に終わり、同年10月20日に今シーズン限りでの退団が発表された。
2012年10月に引退し、同月より福島県内の住宅建設会社に勤務している。
2023年6月15日に代表取締役を勤めていた株式会社T.O.I工務店がさいたま地裁より破産手続き開始決定を受けている。

## 詳細情報

### 独立リーグでの打撃成績
| 年 度     | 球 団     | 試 合 | 打 数 | 得 点 | 安 打 | 本 塁 打 | 打 点 | 盗 塁 | 犠 打 | 犠 飛 | 四 球 | 死 球 | 三 振 | 打 率 |
| --------- | --------- | ----- | ----- | ----- | ----- | -------- | ----- | ----- | ----- | ----- | ----- | ----- | ----- | ----- |
| 2011      | 香川      | 20    | 34    | 3     | 6     | 1        | 2     | 0     | 0     | 0     | 0     | 1     | 9     | .176  |
| 通算：1年 | 通算：1年 | 20    | 34    | 3     | 6     | 1        | 2     | 0     | 0     | 0     | 0     | 1     | 9     | .176  |

### 背番号
- 15（2011年）